# Лу Синьшэ
Лу Синьшэ (кит. 鹿心社, род. ноябрь 1956, Цзюйе, Шаньдун) — китайский государственный и политический деятель, секретарь (глава) парткома КПК Гуанси-Чжуанского автономного района с 2018 по 2021 гг.
Председатель Собрания народных представителей Гуанси-Чжуанского АР (2019—2022). Ранее секретарь парткома КПК провинции Цзянси (2016—2018), одновременно председатель Собрания народных представителей этой провинции (2017—2018), губернатор Цзянси (2011—2016). Депутат Всекитайского собрания народных представителей 11 и 13-го созывов.
Кандидат в члены ЦК КПК 17-го созыва, член Центрального комитета Компартии Китая 18 и 19-го созывов.

## Биография
Родился в ноябре 1956 года в уезде Цзюйе городского округа Хэцзэ, провинция Шаньдун.
После окончания Культурной революции учился в Уханьском институте гидравлике и энергетики (в настоящее время — подразделение Уханьского университета). В 1982 году поступил служащим в структуру Министерства сельского хозяйства и рыболовства КНР. В июле 1985 года вступил в Коммунистическую партию Китая. С 1986 по 1996 гг. работал в Государственном комитете национальных земель, позднее вошедшим в состав Министерства земельных и природных ресурсов. С 1987 по 1998 гг. проходил учёбу в Западной Германии, после возвращения в страну исполнял обязанности заместителя мэра города Наньтун, провинция Цзянсу (1995—1996). С 1999 по 2011 гг. — заместитель министра земельных и природных ресурсов КНР.
В июне 2011 года переведён временно исполняющим обязанности губернатора провинции Цзянси, 21 февраля следующего года официально утверждён в этой должности на сессии Постоянного комитета Собрания народных представителей провинции. 29 июня 2016 года он сменил Цян Вэя на посту секретаря парткома КПК провинции Цзянси. 21 марта 2018 года назначен на высшую региональную позицию секретаря (главы) парткома КПК Гуанси-Чжуанского автономного района, сменив в этой должности Пэн Цинхуа. Под руководством Лу Синьшэ и в партнёрстве с властями Вьетнама Гуанси учредил трансграничный механизм координации и взаимодействия в области профилактики и контроля за эпидемией коронавируса в приграничных районах, что позволило взять под полный контроль распространение инфекции между странами в обоих направлениях.
19 октября 2021 года отправлен в отставку из региональной политики, 23 октября утверждён заместителем председателя Комитета по агропромышленному комплексу и сельскохозяйственным делам Всекитайского собрания народных представителей.